# Jakubčovice nad Odrou (przystanek kolejowy)
Jakubčovice nad Odrou – przystanek kolejowy w Jakubčovicach nad Odrou, w kraju morawsko-śląskim, w Czechach. Znajduje się na wysokości 320 m n.p.m.
Jest zarządzany przez Správę železnic i obsługiwany regularnymi pociągami ČD. Na przystanku nie ma możliwości zakupu biletów, a obsługa podróżnych odbywa się w pociągu.

## Linie kolejowe
- 276 Suchdol nad Odrou - Budišov nad Budišovkou